# Hans Granfelt
Hans Olof Clemens Granfelt (Stockholm, 1897. október 26. – Danderyd község, 1963. szeptember 5.) olimpiai ezüstérmes svéd párbajtőrvívó, diszkoszvető. Bátyjai Erik és Nils Granfelt olimpiai bajnok tornászok, unokaöccse Nils Rydström világbajnoki ezüstérmes párbajtőr-, olimpikon tőrvívó.